# 徐寧

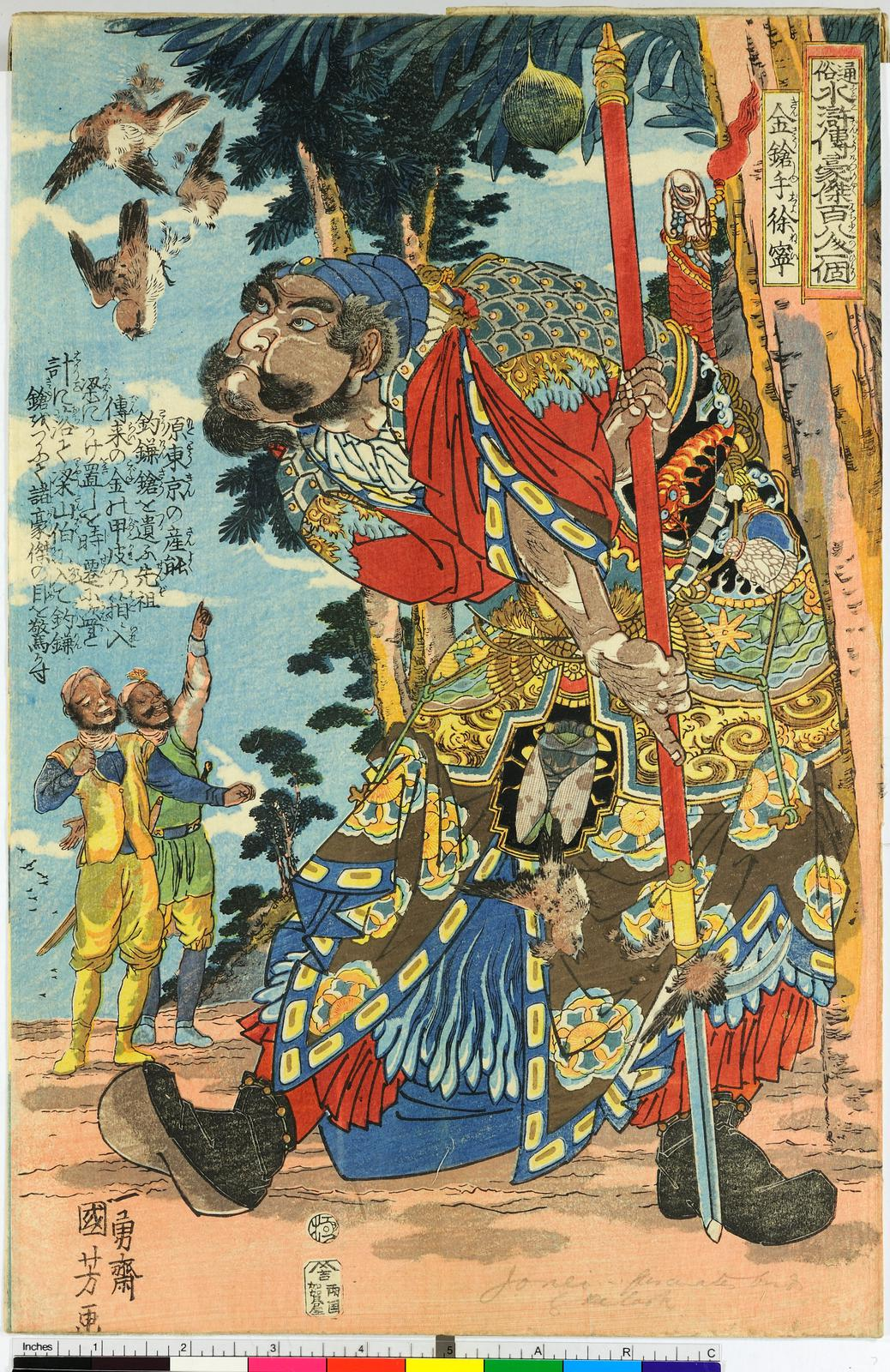
徐寧

徐 寧（じょ ねい、Xú Níng）は、中国の小説で四大奇書の一つである『水滸伝』の登場人物。

## キャラクター概要
天祐星の生まれ変わりで、序列は梁山泊第十八位の好漢。渾名は金鎗手（きんそうしゅ）で、禁軍の金鎗法の教頭を勤めていたために由来。
金鎗法の他に鉤鎌鎗法の使いにも長けており、いずれも徐家秘伝の技とされている。また、弓術にも優れていたという。従弟に湯隆が、息子に徐晟（呼延灼の女婿）がいる。
呼延灼率いる連環馬の軍を撃退するのに鉤鎌鎗法が必要不可欠であったため、呼延灼戦では大いに活躍したが、それ以降の活躍はあまり見られない。

## 物語中での活躍
官軍の呼延灼が討伐軍を率いて梁山泊へ侵攻し、強力な連環馬戦法をもって苦しめていた。梁山泊ではこの対策が話し合われ、湯隆が禁軍の教頭で鉤鎌鎗法を操る従兄の徐寧を推挙し、仲間にするよう策が練られた。徐寧は4代に渡って伝来した秘蔵の家宝・賽唐猊（さいとうげい）という金色の鎧を保有しており、大金を積まれても応じなかった。ところが、出勤中に梁山泊の泥棒・時遷によってこの家宝が箱ごと盗まれた。翌日、湯隆が来訪し共に時遷を追い捕らえたが、その時には鎧は別の者に運ばれていた。それでも徐寧は追いかけたが、途中の酒屋で楽和、薛永に謀られ痺れ薬で盛りつぶされ、梁山泊へと連行。この一連の盗難事件は全て梁山泊が徐寧を仲間入りさせるための罠だと知らされ、宋江は梁山泊入りを勧め、更に家族を無事に連れてくることと鎧を返す約束をし、同じ禁軍師範であった林冲の説得もあって、徐寧は了承した。
梁山泊の一員になった徐寧は、屈強な兵士を選び、数日間かけて鉤鎌鎗法の指導を行った。鉤鎌鎗部隊ができると梁山泊軍はただちに出陣し、官軍の先陣を行く連環馬を徐寧率いる鉤鎌鎗部隊が伏する地点までおびき寄せた。賊軍を粉砕せんと突進する連環馬部隊は林や草むらかのびてきた鉤鎌鎗に脚を取られて転倒し、身動きが取れなくなった所をあっという間に捕縛され、後方で押えとして進軍していた官軍も、水際に追い詰められて生け捕られた。こうして、徐寧の活躍により梁山泊は呼延灼の討伐軍を破った。
その後は、華州・芒碭山・東平府・東昌府などの戦いに参加し、第一線にて活躍する。百八星集結後は第十八位、梁山泊の騎兵軍八虎将兼先鋒使となる。九宮八卦陣では中軍にて金鎗隊を率いる。
招安後の戦いでも自慢の槍術をもって戦陣で活躍、天山勇や呂師嚢などを討ち取った。しかし、方臘討伐の際、杭州において郝思文とともに石宝の籠る城近くを偵察していたところ、敵の奇襲を受けて包囲される。乱戦の中、徐寧は血路を開いて脱出するが、郝思文が捕らえられたため助けに戻ろうとするも、飛んできた矢を首に受ける。すぐに後方にいた関勝に救助されるが、矢に塗ってあった毒が元で療養先の秀州で死去した。